# 仙台高等検察庁
仙台高等検察庁（せんだいこうとうけんさつちょう）は、宮城県仙台市にある日本の高等検察庁の一つで、東北地方6県を管轄している。略称は、仙台高検（せんだいこうけん）。秋田に支部を置いている。

## 概説
仙台高等検察庁は、仙台市青葉区にある日本の高等検察庁の一。そのうち本庁は宮城県を初めとする5県を、秋田県、山形県の庄内地方及び青森県の津軽地方については秋田支部が管轄している。

## 管轄区域
- 管轄区域：宮城県、福島県、山形県、岩手県、秋田県、青森県
- 管轄人口：8,170,616人
- 管轄面積：66,947.52km2
- 人口密度：122.05人／km2

本庁
管轄区域：宮城県、福島県、山形県（秋田支部の管内を除く）、岩手県、青森県（秋田支部の管内を除く）
管轄人口：6,665,755人
管轄面積：49,553.99km2
人口密度：134.52人／km2
秋田支部
管轄区域：秋田県、山形県（鶴岡市、酒田市、飽海郡、東田川郡）、青森県（青森市（旧浪岡町）、弘前市、黒石市、平川市、中津軽郡、南津軽郡、五所川原市、北津軽郡、つがる市、西津軽郡）
管轄人口：1,504,861人
管轄面積：17,393.53km2
人口密度：86.52人／km2
本庁からの距離：175.1km

## 歴代検事長
（在任期間、前職、後職）
- 高野利雄（2001年11月～2004年1月、名古屋高等検察庁検事長）
- 町田幸雄（2004年1月～12月、最高検察庁次長検事）
- 鈴木芳夫（2005年7月～2006年12月、広島高等検察庁検事長）
- 有田知徳（2008年7月～2009年1月、福岡高等検察庁検事長）
- 増田暢也（2009年～2010年、中央更生保護審査会委員）
- 岩村修二（2010年～2011年8月、東京地方検察庁検事正、名古屋高等検察庁検事長）
- 大野恒太郎（2011年8月～2012年7月、法務事務次官、東京高等検察庁検事長）
- 北村道夫（2012年7月～2014年1月、大阪地方検察庁検事正、福岡高等検察庁検事長）
- 寺脇一峰（2014年1月～2016年9月、公安調査庁長官、大阪高等検察庁検事長）
- 稲田伸夫（2016年9月～2017年9月、法務事務次官、東京高等検察庁検事長）
- 堺徹（2017年9月～2018年7月、東京地方検察庁検事正、次長検事）
- 大谷晃大　(2018年7月〜2020年3月 横浜地検検事正、退官)
- 大塲亮太郎　(2020年3月〜2021年9月 法務総合研究所長、名古屋高等検察庁検事長)
- 辻裕教 (2021年9月～2023年7月 法務事務次官、退官)
- 上冨敏伸 (2023年7月～2024年2月、法務総合研究所長、大阪高等検察庁検事長)
- 中村孝 (2024年2月〜2024年8月、横浜地方検察庁検事正、大阪高等検察庁検事長)
- 鈴木真理子 (2024年9月～、最高検察庁公判部長、)